# Tỳ hưu

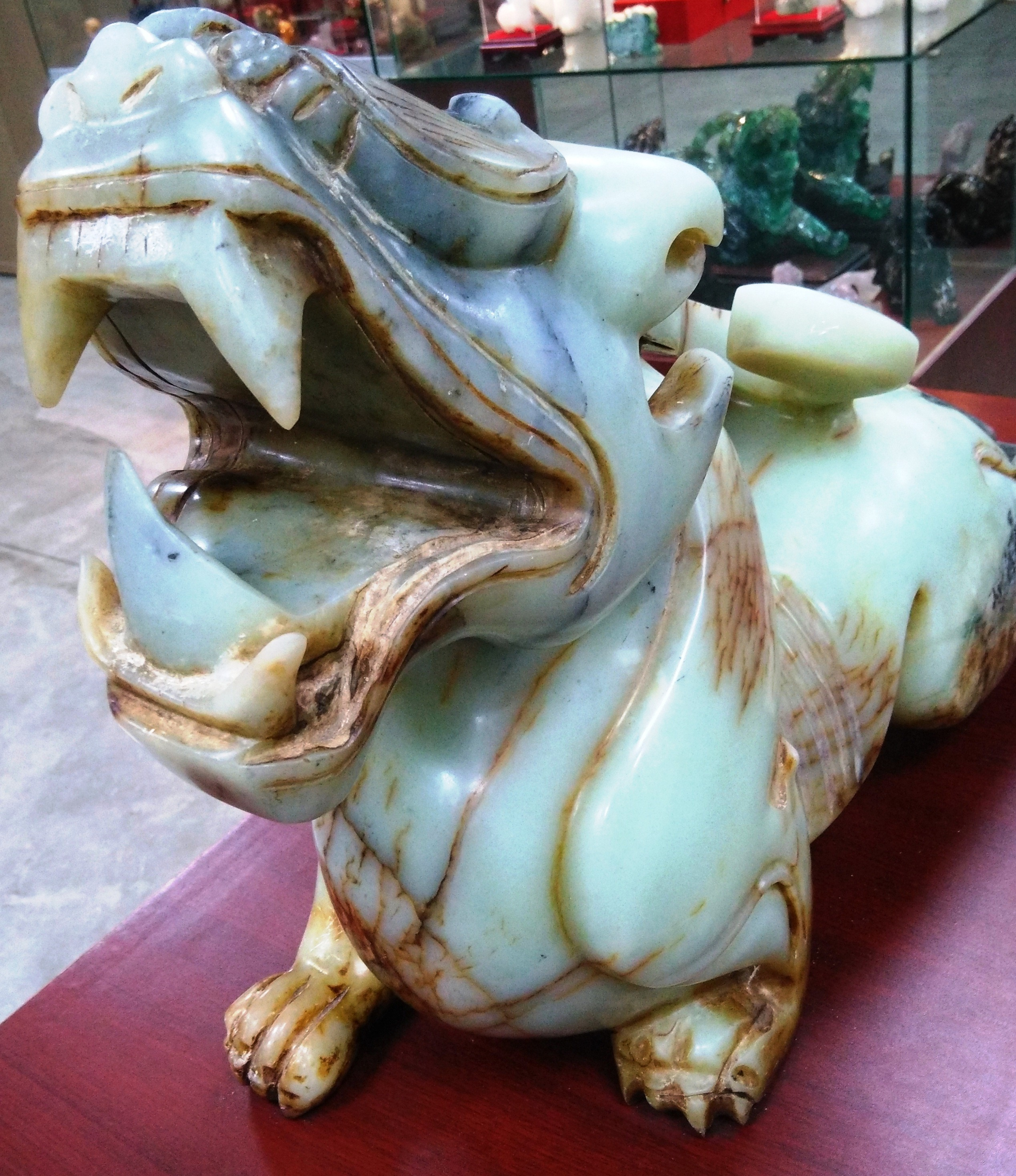
Tượng tỳ hưu tại Cửa hàng Thần Thú Tỳ Hưu Đài Bắc-Bảo tàng Phong Thủy Ngũ Hành Tỳ Hưu tại Đài Loan năm 2017

Tỳ Hưu (tiếng Trung Quốc: 貔貅 Phiên âm: pí xiū) là linh vật có hình dáng gần giống Kỳ Lân nhưng khác là có đôi cánh và thường được thờ phụng với ngụ ý nghĩa mang tới sự tài lộc bình an cho người sở hữu chúng.

## Hình dáng
Tỳ Hưu lại là một linh thú có vẻ đầu Lân, thân gấu (tỳ có nghĩa là gấu) toàn thân được bao bao bọc bới lớp vẩy như rồng, trên đầu có sừng, lưng có cánh. Theo nhân gian truyền tụng, Tỳ Hưu có hai loại với tên gọi và ý nghĩa khác nhau.
- Thiên Lộc: Đây là loại Tỳ Hưu có dáng vẻ uy phong, bụng và mông to, miệng rất rộng trên đầu có 1 Sừng. Thức ăn chính của Tỳ Hưu Thiên Lộc là Vàng, Bạc và Châu báu. Ý nghĩa phong thủy của Tỳ Hưu Thiên Lộc là bảo vệ của cải, mang lại sự giàu sang cho gia chủ
- Tịch Tà: Đây là loại Tỳ Hưu có miệng luôn há rộng vẻ ngoài luôn toát sự dữ tợn có 2 sừng trên đầu. Theo truyền thuyết Tỳ Hưu Tịch Tà thường dùng sừng của mình để tấn công các loại yêu ma, thức ăn của Tịch Tà chính là các sinh khí của yêu ma. Tịch Tà được xem là linh vật phong thủy mang xua đuổi tà ma, mang lại sự bình an cho gia chủ

## Truyền thuyết

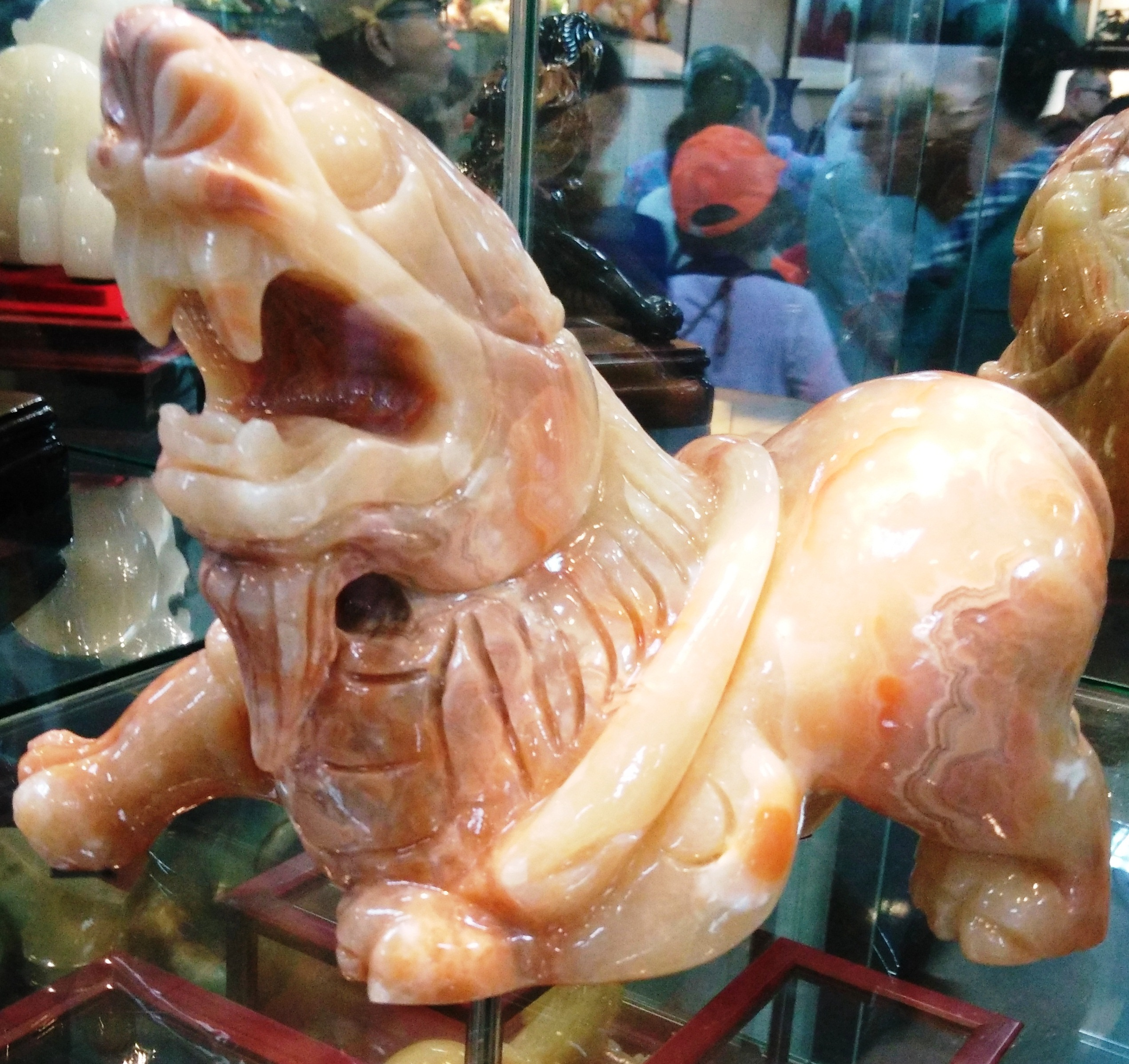
Tượng tỳ hưu tại Đài Loan

Hầu như nhắc đến con linh vật nào thì cũng gắn với một truyền thuyết nào đó. Đối với Tỳ Hưu cũng vậy, truyền thuyết tỳ hưu là một câu chuyện đầy bí ẩn và thú vị liên quan tới các vị Vua trong lịch sử Trung Hoa.
Theo truyền thuyết kể lại thì loài rồng sinh ra 9 đứa con là: Si vẫn, Phụ hí, Bệ ngạn, Bí hí, Toan nghê, Bồ lao, Trào phong, Nhai xế và Tỳ Hưu là đứa con thứ 9. Sở hữu thân hình với bề ngoài đẹp nhất, ở Tỳ Hưu luôn toát lên vẻ đẹp tuyệt vời mà trong 9 đứa con của rồng không có con nào có được. Vẻ đẹp đó của Tỳ Hưu là sở hữu tất cả những thứ đẹp nhất của các loài vật khác: đầu như Lân, có sừng trên đầu, thân to như thân gấu, trên lưng có cánh. Nhưng trên đời này vốn đâu có sự hoàn hảo, khi sinh ra Tỳ Hưu đã mang trong mình dị tật là không có hậu môn. Sinh ra chưa được vài ngày thì Tỳ Hưu chết, chết từ khi còn rất bé, làm cho Ngọc Hoàng cảm động nên cho về làm linh vật nhà trời chuyên phò trợ về tài lộc.
Có truyền thuyết còn cho rằng khi gặp khó khăn về tiền bạc lo quốc sự, Minh Thái Tổ trong việc tạo lập nghiệp, ngân khố nhà Minh gần như cạn kiệt, nhà vua lo lắng không yên. Vì quá lo lắng, đêm đêm về thì nằm mơ, trong giấc mơ đó nhà vua thấy một con linh vật to lớn, đầu như đầu sư tử, chân to lại có sừng trên đầu xuất hiện ở khu vực phía trước cung điện đang ra sức nuốt những thỏi vàng. Sự xuất hiện giấc mơ kì lạ đó, nhà vua đã mời thầy phong thủy về để lý giải chuyện này, và biết được rằng khu vực xuất hiện con vật ấy là cung tài, đất ấy là đất linh.
Vua đã cho xây dựng một cổng thành to trên trục Bắc Nam, đường dẫn vào Tử Cấm Thành, ngay tại nơi mà Tỳ Hưu xuất hiện. Sau đó, nhà vua tạc tượng tỳ hưu bằng ngọc phỉ thúy và đặt trên lầu cao của khu "Tài môn", từ đó mà nhà Minh ngày càng mở rộng địa giới và trở thành triều đại giàu có. Vì theo người Hồng Kông thì chữ "Vương" thêm một dấu chấm thì thành chữ "Ngọc", chính vì thế mà Tỳ Hưu làm bằng "ngọc" sẽ đem lại nhiều may mắn, làm ăn thuận lợi.
Một truyền thuyết khác kể rằng khi Thương Hiệt thời thương cổ đi tìm dấu vết các loài để chế ra chữ viết có bắt gặp một vết chân lạ. Ông hỏi một người thợ săn thì được biết đó là con tỳ hưu. Người thợ săn còn cho biết thêm loài thú này rất hung dữ và ít khi xuất hiện.
Lại còn truyền thuyết Tỳ Hưu với Hòa Thân: Thiếu thời nhà Hòa Thân rất nghèo, nghèo đến nỗi không có đủ 10 lượng bạc nộp cho quan để xin nhận lại chức quan nhỏ của cha truyền lại. Nhờ ông Liêm (sau này là cha vợ) cho 10 lạng bạc mà Hòa Thân có cơ hội bước vào quan trường. Thời vua Càn Long, Hòa Thân là nhân vật "dưới một người trên triệu triệu người". Ngân khố nhà vua ngày càng vơi mà nhà Hòa Thân ngày càng giàu với câu nói nổi tiếng "Những gì nhà vua có thì Hòa Thân có, còn những gì Hòa Thân có thì vua chưa chắc đã có".
Đến khi Hòa Thân bị giết quan quân đã tá hỏa khi thấy tài sản Hòa Thân bị tịch thu nhiều gấp 10 lần ngân khố nhà vua đang có. Hòa Thân có 2 vật trấn trạch được cất giấu trong hòn giả sơn trước nhà đó là con Tỳ Hưu và chữ Phúc do chính vua Khang Hy viết tặng bà nội, nhân ngày mừng thượng thọ. Khi đập vỡ hòn giả sơn, các quan mới phát hiện trong núi đá ấy có con Tỳ Hưu, mà con Tỳ Hưu của Hòa Thân to hơn Tỳ Hưu của vua. Ngọc để tạc con Tỳ Hưu của Hòa Thân là ngọc phỉ thúy xanh lý mát rượi, trong khi vua chỉ dám tạc bằng bạch ngọc. Bụng và mông con Tỳ Hưu của Hòa Thân to hơn bụng, mông con Tỳ Hưu của vua và như thế khiến Hòa Thân nhiều vàng bạc hơn vua.

## Phong thủy
Trong phong thủy, Tỳ Hưu là linh vật mang lại may mắn về tài lộc, sức khỏe, công danh sự nghiệp và trấn trạch trừ tà khí, bảo vệ sự bình yên cho ngôi nhà. Ngoài ra, Tỳ Hưu còn có tác dụng hóa giải "Ngũ hoàng Đại sát" - một sát tinh trong phong thủy thường gây điều bất lợi cho các thành viên trong gia đình về sức khỏe và tài vận.

## Hình ảnh

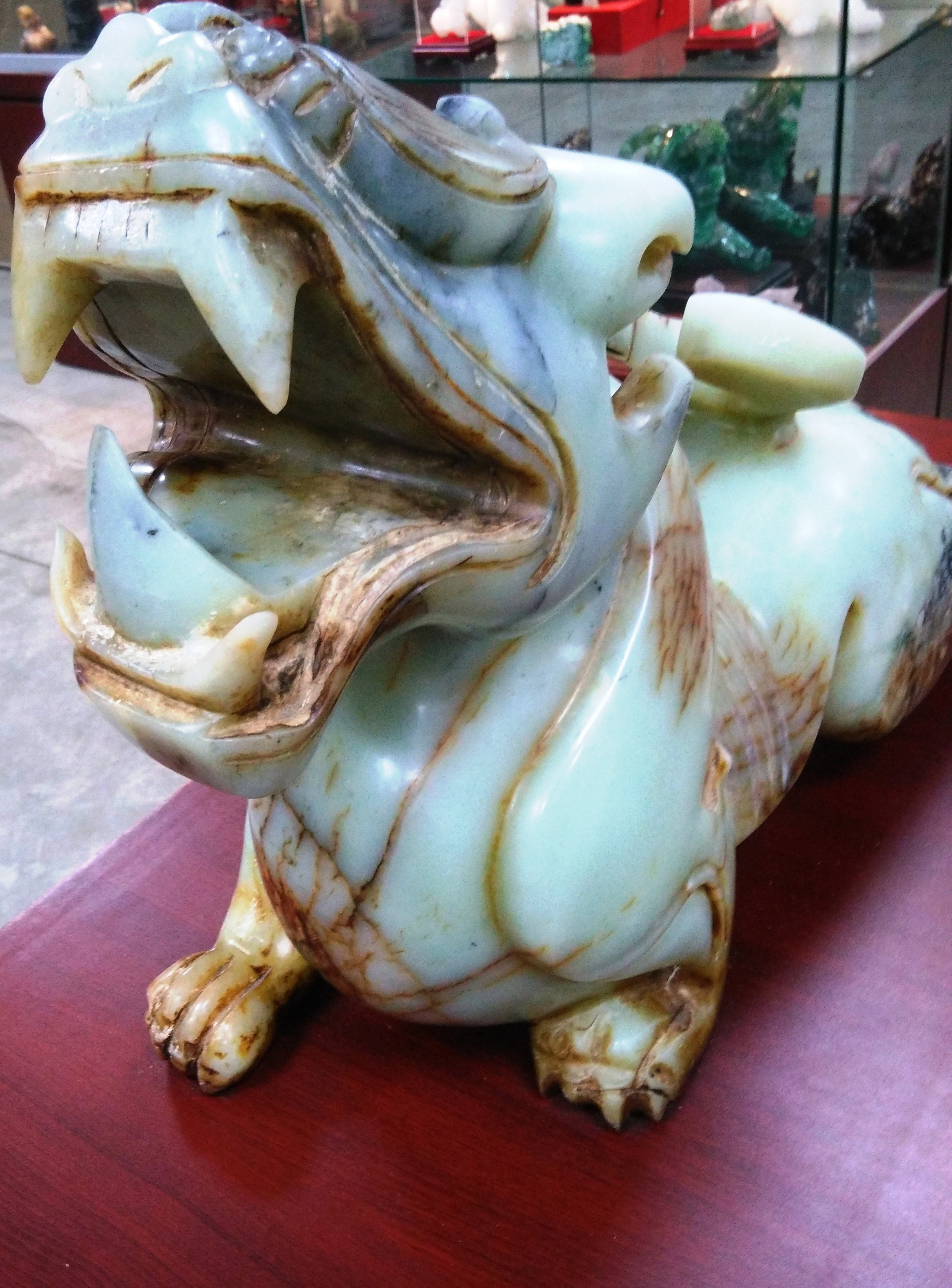
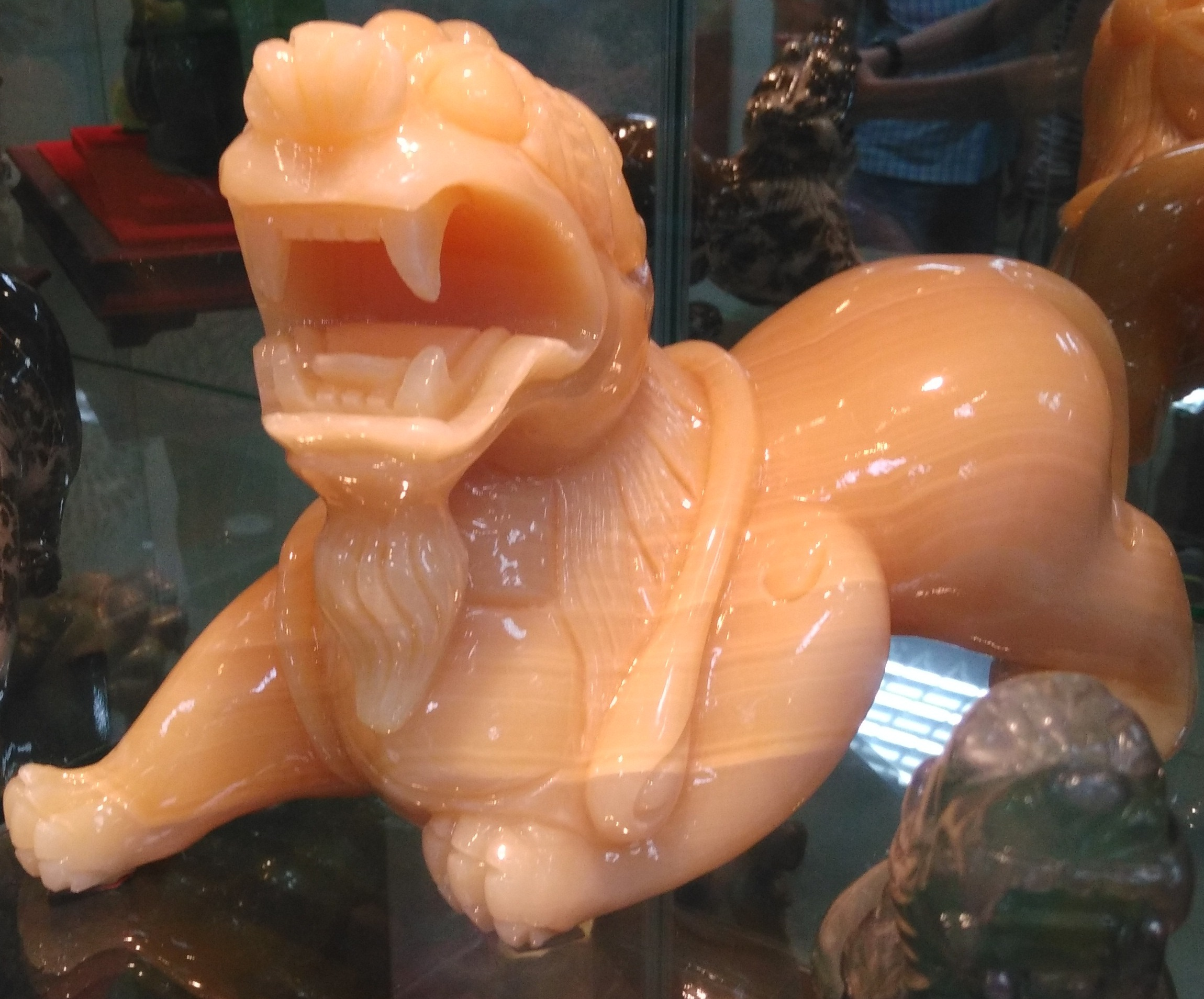
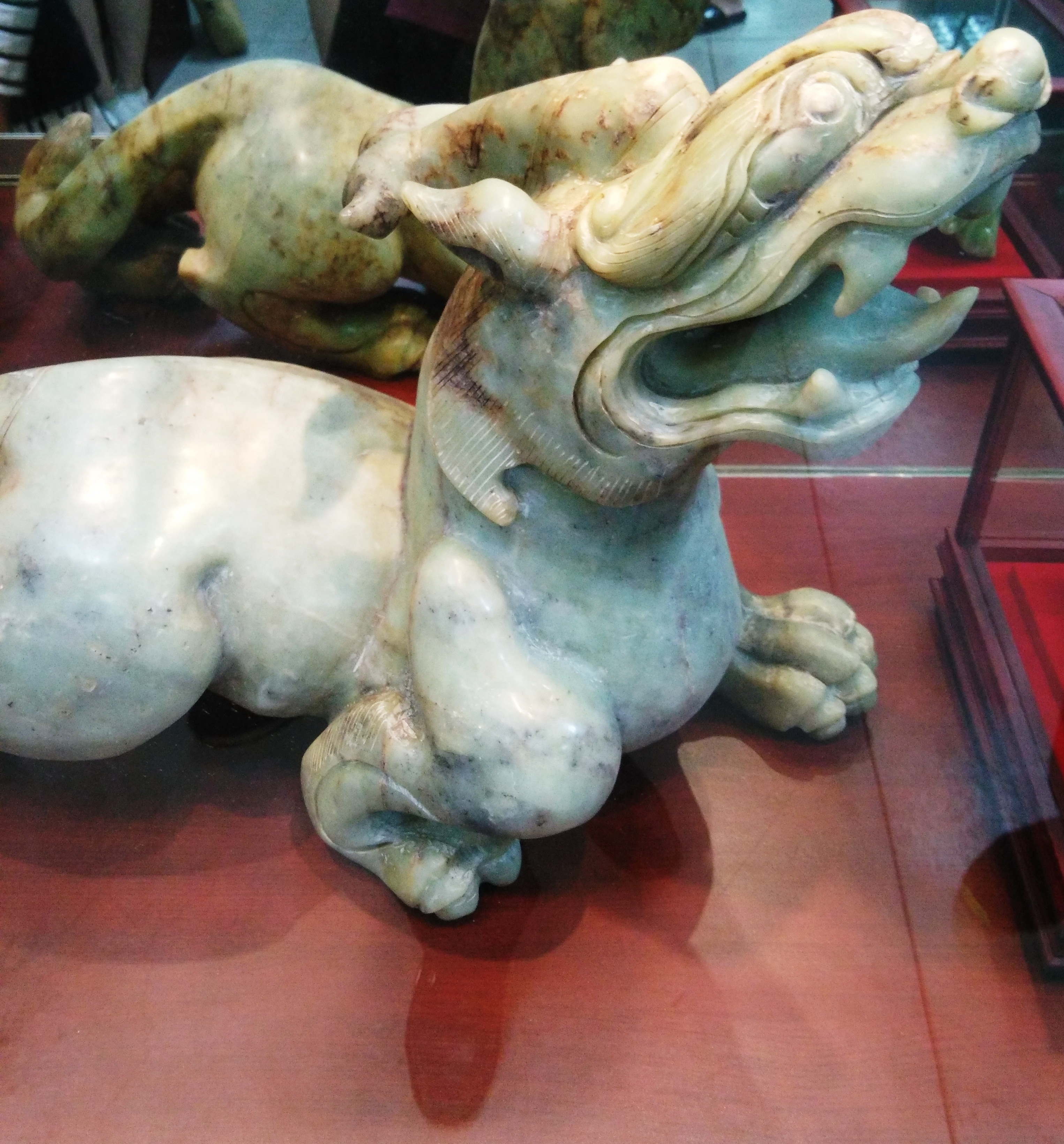
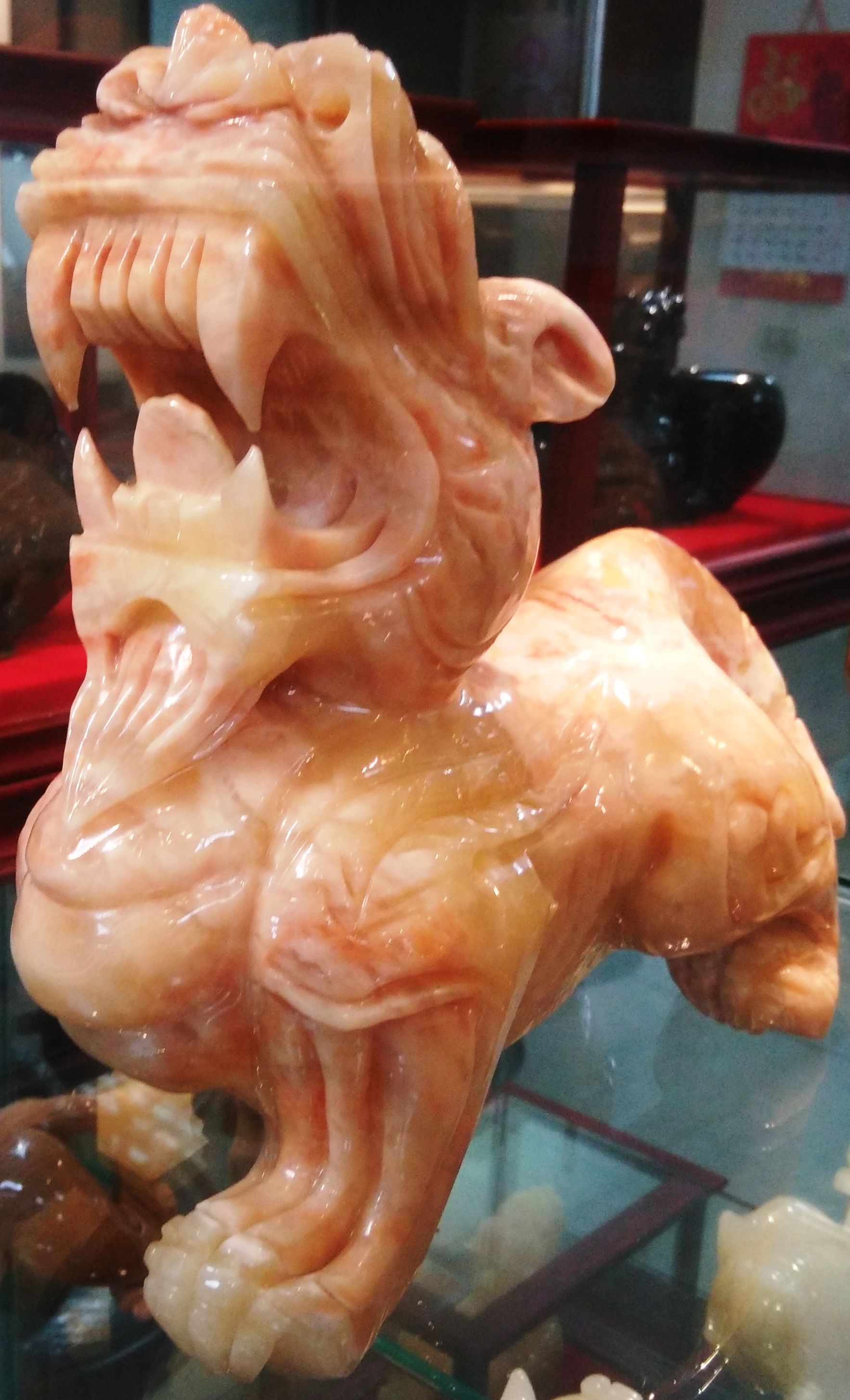